# Très cher frère…
Très cher frère... (おにいさまへ…, Oniisama e…) est un manga de Riyoko Ikeda, paru en 1975 et adapté par la suite en anime.

## Résumé
Misonoo Nanako, la narratrice de l'histoire, vient d'entrer dans une prestigieuse école de filles nommée Seiran Gakuen (« École des Fontaines » en VF) avec son amie Tomoko. Elle écrit régulièrement à un étudiant qu'elle a rencontré aux cours du soir, Takehiko; elle le considère comme le grand frère qu'elle n'a jamais eu (Oniisama e signifie Cher grand frère en japonais).
Peu de temps après son arrivée, Nanako est admise, contre toute attente, au Sorority Club (« Cercle de la Rose » ou « le Club des Roses » en VF), un club privé réunissant les filles les plus belles, les plus riches et les plus irréprochables du lycée, dirigé par Ichinomiya Fukiko dite Miya-sama. Entre ses camarades jalouses de ne pas avoir été elles aussi admises et l'ambiance pas si idyllique qui règne au Sorority Club, Nanako en ressortira profondément affectée.

## Personnages
Nanako Misonoo (御苑生奈々子, Misonoo Nanako, Émilie Lambert en VF)
Voix japonaise : Hiroko Kasahara, Voix française : Anne Rondeleux
La narratrice de l'histoire. Nanako est une jeune fille candide dont la seule ambition est d'être aimée de tous. Son admission inattendue au Sorority Club déclenche cependant un tourbillon de jalousies et de menaces autour d'elle, qui lui font presque perdre l'amitié de Tomoko. Elle est cependant réconfortée par son correspondant et par certaines amies fidèles comme Kaoru.
Tomoko Arikura (有倉智子, Arikura Tomoko, Marina Valette en VF)
Voix japonaise : Waka Kanda, Voix française : Joëlle Fossier
Depuis l'enfance, elle est la meilleure amie de Nanako, mais l'admission de cette dernière au Sorority Club (où Tomoko n'a pas été admise) et les mensonges de Mariko la brouillent avec Nanako. Dans l'anime, cette brouille finit par être dissipée et Tomoko devient même amie avec Mariko.
Mariko Shinobu (信夫マリ子, Shinobu Mariko, Mélanie Farelle en VF)
Voix japonaise : Sakiko Tamagawa, Voix française : Isabelle Maudet
Une jeune fille très fière de sa beauté, qui veut devenir la meilleure amie de Nanako et, par conséquent, est très jalouse de la relation de cette dernière avec Tomoko. Elle tente de brouiller les deux amies. En fait, on découvre qu'elle souffre d'un sérieux manque d'amour depuis que ses parents sont en instance de divorce.
Kaoru Orihara (折原薫, Orihara Kaoru, Danièle Gallion en VF) surnommée Kaoru-no-kimi (薫の君, Capitaine Gallion en VF)
Voix japonaise : Keiko Toda, Voix française : Michèle André
Une jeune fille à l'allure androgyne jusque dans son nom (au Japon, Kaoru est un prénom qui peut être donné aussi bien à un garçon qu'à une fille). Dotée d'une grande vitalité, elle dirige l'équipe de basket de l'école et ne supporte pas les injustices ; elle est notamment opposée à l'existence du Sorority Club, qu'elle considère comme responsable d'inégalités et de jalousies entre les élèves. C'est la meilleure amie de Rei qu'elle voudrait voir s'en sortir.
Rei Asaka (朝霞れい, Asaka Rei, Frédérique Maxima en VF) surnommée Saint-Just
Voix japonaise : Sumi Shimamoto, Voix française : Joëlle Fossier
Une autre fille androgyne, dont la beauté et les multiples talents forcent l'admiration de toutes et en particulier de Nanako. Elle se détruit cependant à coup de tabac et de drogues, et souffre beaucoup de voir Fukiko la détester. Elle se fait appeler Saint-Just d'après le révolutionnaire français du même nom, qu'elle admire.
Fukiko Ichinomiya (一の宮蕗子, Ichinomiya Fukiko, Clarisse Barthélémy en VF) surnommée Miya-sama (Princesse en VF)
Voix japonaise : Mami Koyama, Voix française : Marion Game (1ère voix, épisodes 1 à 3), Carole Serrat (2ème voix, épisodes 4 à 20)
La présidente du Sorority Club, une jeune fille aux allures raffinées et en apparence tendre, mais capable de faire preuve de la plus extrême méchanceté. Elle déteste particulièrement Rei pour des raisons obscures. C'est elle qui a décidé l'admission de Nanako au Club, à la surprise générale ; son attitude envers Nanako varie cependant au fur et à mesure de ce qu'elle apprend sur la relation de cette dernière avec Rei.
Takehiko Henmi (辺見武彦, Henmi Takehiko, Guillaume Durant ou Guillaume Henry en VF)
Voix japonaise : Tesshō Genda, Voix française : Lionel Melet
Le correspondant de Nanako. Il est étudiant et rêve d'étudier en Allemagne. Il est très attaché à Nanako, en particulier parce qu'il est plus proche d'elle qu'elle ne le croit.
Takashi Ichinomiya (一の宮貴, Ichinomiya Takashi, Sébastien Barthélémy en VF)
Voix japonaise : Ken'yū Horiuchi, Voix française : Gérard Dessalles
Le meilleur ami de Takehiko. Il a un lien mystérieux avec Rei, et est secrètement amoureux de Mariko.
Aya Misaki (三咲綾, Misaki Aya, Prisca Chardonnais en VF)
Voix japonaise : Masako Katsuki, Voix française : Michèle André
Fille d'un célèbre avocat, Aya tente en vain d'entrer au Sorority Club dont sa mère a autrefois fait partie. Elle est jalouse des nouveaux membres du Club, en particulier de Nanako qu'elle juge indigne d'en faire partie. Dans l'anime, elle est toujours accompagnée de deux filles aussi méchantes qu'elle, Megumi Furuta et Miyuki Sonobe.
Les parents de Nanako
Nanako n'a jamais connu son vrai père, qui n'était pas marié avec sa mère. Celle-ci s'est remariée avec M. Misonoo, un professeur d'université qui avait eu un fils d'un premier mariage. Ce fils n'a pas supporté que son père quitte sa mère pour vivre avec une autre femme, et a fugué. Il s'agit en fait de Takehiko.
Les parents de Mariko
Le père de Mariko écrit des romans pornographiques et trompe sa femme avec une fille plus jeune (peut-être même plusieurs). Mariko le déteste, mais on ne sait pas trop quels sont ses sentiments pour sa mère, une femme très effacée. Ils sont sur le point de divorcer.

## Médias

### Manga
Le manga Très cher frère... est publié pour la première fois en 1975 en 3 volumes par Shueisha, puis fait l'objet d'une republication en un seul volume par Choukoro-sha.
Le manga est publié en français le 17 septembre 2009 par Asuka.

### Série animée
En 1991, NHK produit une série animée adaptée du manga et réalisée par Osamu Dezaki d'après un scénario de Tomoko Komparu. Elle est diffusée en France sur TF1 sous le nom de Très cher frère à partir d'avril 1993. Le doublage français est réalisé au studio SOFI.
La série est éditée en 4 VHS en 1998 chez Manga Power puis en coffret DVD chez Kazé en 2004 contenant la VF dans des DVD bonus, ces deux éditions vidéos contiennent les épisodes en VF non-censuré (17 épisodes pour les VHS et 20 pour les DVD).

#### Diffusion en France
La série animée a été diffusée en France dans l'émission jeunesse Club Dorothée entre avril 1993 et mai 1993. Seuls 7 épisodes ont été diffusés, car elle ne s'adressait pas à un jeune public (violence psychologique, ambiguïté sexuelle, tentative de suicide...). Contrairement à ce qui a été écrit, le CSA ne s'est pas saisi du dossier et Dorothée n'a pas présenté d'excuses à ce sujet au journal de 20 heures de TF1.
En effet, la chaine a elle-même interrompu la série au bout du septième épisode. Par conséquent, aucune polémique n'a pu être créée en raison de la très courte diffusion.

### Documentation
- Anne Lecomte, « Très cher frère », dans Manga 10 000 Images no 3, Versailles : Éditions H, septembre 2010, p. 216-217.